# Emilia Pérez
Emilia Pérez ist ein Spielfilm von Jacques Audiard aus dem Jahr 2024. Der Film ist ein Musical-Thriller und handelt von einem mexikanischen Drogenbaron, der seine Vergangenheit hinter sich lassen und ein neues Leben als Frau beginnen möchte. Die Titelrolle übernahm die spanische transgeschlechtliche Schauspielerin Karla Sofía Gascón. 

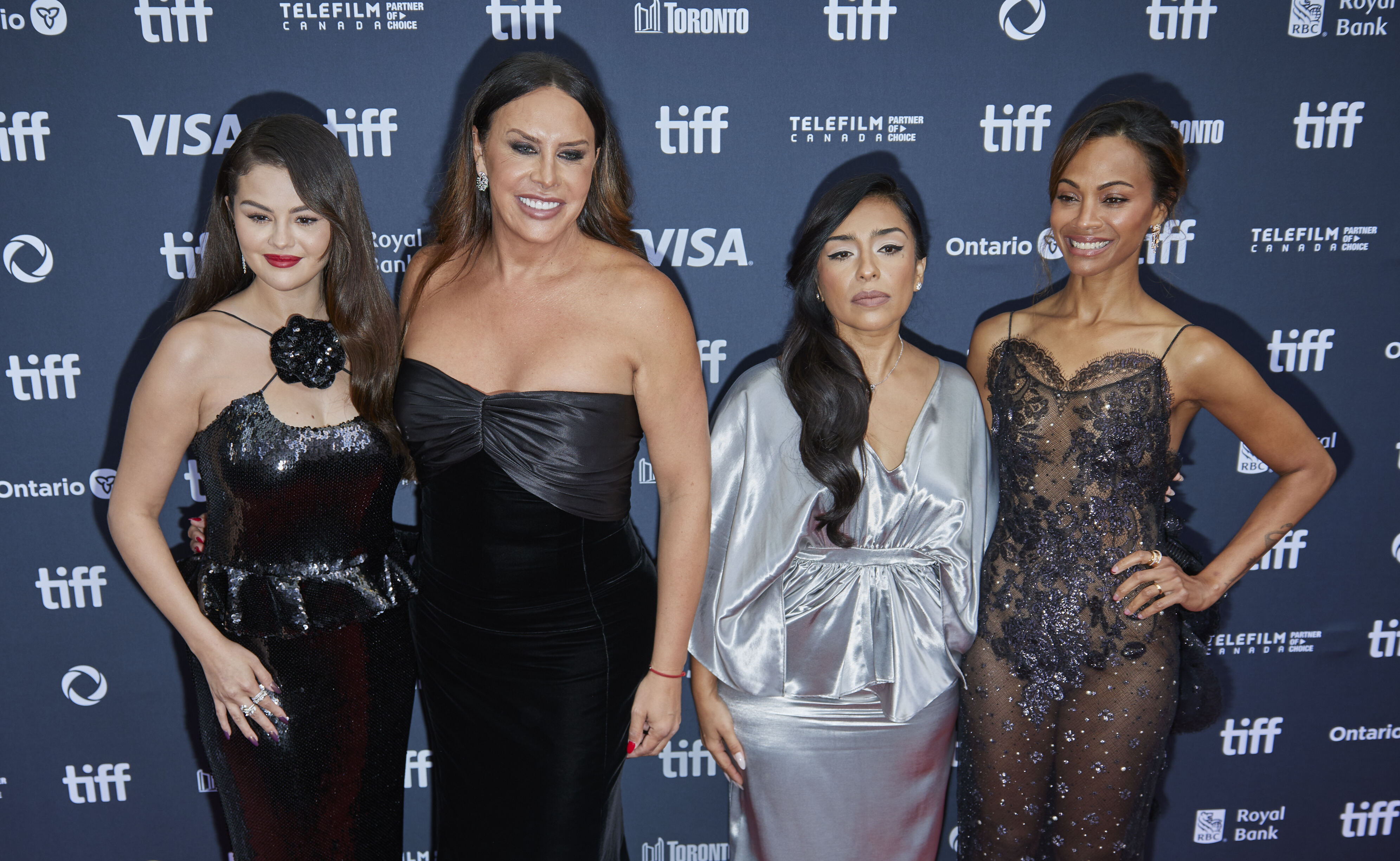
Die Emilia Pérez-Darstellerinnen Selena
Gomez, Karla Sofia Gascón, Adriana Paz und Zoe Saldaña beim Internationalen Filmfestival von Toronto 2024

Zum weiteren Schauspielensemble gehörten Zoe Saldaña, Selena Gomez, Adriana Paz und Édgar Ramírez. Die französische Studioproduktion, mit überwiegend spanischen Dialogen, wurde im Mai beim 77. Filmfestival von Cannes uraufgeführt und dort mehrfach preisgekrönt. Auch gewann Emilia Pérez fünf Europäische Filmpreise sowie vier Golden Globe Awards. Bei der Oscarverleihung 2025 folgten 13 Nominierungen, darunter in den Kategorien Bester Film, Beste Regie und als französischer Beitrag als Bester internationaler Film. Karla Sofía Gascón wurde als erste offen transgeschlechtliche Schauspielerin in einer regulären Darstellerkategorie berücksichtigt, nämlich als Beste Hauptdarstellerin. Gleichzeitig handelt es sich bei Emilia Pérez um den am häufigsten nominierten nicht-englischsprachigen Film in der Geschichte der Oscarverleihung.

## Handlung
Mexiko-Stadt in der Gegenwart: Trotz moralischer Zweifel entwickelt die brillante, aber schlecht bezahlte Anwältin Rita eine erfolgreiche Verteidigung in einem aufsehenerregenden Mordprozess. Daraufhin wird der Angeklagte nicht des Mordes an seiner Ehefrau verurteilt, sondern entgegen allen Erwartungen freigesprochen. Unmittelbar nach Prozessende nimmt Manitas Del Monte mit Rita Kontakt auf. Der verheiratete Familienvater, Anführer eines gefährlichen Drogenkartells, träumt davon, sich heimlich einer geschlechtsangleichenden Operation zu unterziehen und ein neues, selbstständiges Leben als Frau zu beginnen. Die begleitende Hormontherapie hat er bereits vor zwei Jahren angefangen. Nach einer weltweiten Suche findet Rita in dem aus Tel Aviv stammenden Dr. Wasserman einen Chirurgen, der sich bereiterklärt, den Eingriff durchzuführen. Manitas täuscht daraufhin seinen Tod vor. Seine unwissende und um ihn trauernde Ehefrau Jessi sowie die beiden heranwachsenden Söhne werden von Rita ins schweizerische Lausanne gebracht, angeblich zur eigenen Sicherheit. Ritas Dienste werden mit 2 Millionen US-Dollar entlohnt.
Vier Jahre später wird Rita in London erneut von Manitas aufgesucht, der sich als Emilia Pérez eine neue Identität als Frau aufgebaut hat. Emilia bittet Rita darum, eine Familienzusammenführung in Mexiko zu arrangieren, da sie ihre Kinder sehr vermisst. Daraufhin übersiedeln Jessi und die beiden Söhne Angel und Diego in Emilias elegantes Anwesen auf einem Hügel bei Mexiko-Stadt. Emilia wird als Manitas’ Cousine vorgestellt, die Jessi bei der Erziehung der Kinder unterstützen möchte. Jessi erkennt in Emilia ihren früheren Ehemann Manitas nicht wieder und verhält sich disziplinlos. Sie nutzt den Aufenthalt in Mexiko, um wieder mit Gustavo anzubändeln, mit dem sie zuvor eine außereheliche Affäre unterhielt. Nur einer der schlaftrunkenen Söhne meint beim zu Bett bringen den Geruch des Vaters wiederzuerkennen, was Emilia sehr berührt.
Nach der Begegnung mit einer trauernden Mutter, die nach ihrem verschwundenen Sohn sucht, beschließt Emilia gemeinsam mit Rita die Nichtregierungsorganisation La Lucecita zu gründen. Reumütig nutzt sie ihre Verbindungen zu inhaftierten Kartellmitgliedern, um die Leichen von früheren Opfern zu identifizieren. Während einer Benefizgala wirbt sie mit Rita bei der korrupten Elite Mexikos um Spenden für die Hinterbliebenen. Dies macht Emilia landesweit bekannt. Auch geht sie eine Liebesbeziehung mit Epifanía ein, einer früheren misshandelten Witwe eines Kartellopfers. Rita verzweifelt währenddessen über ihr Singledasein und ihre stockende Karriere und wird beim Ausgehen auf die Affäre zwischen Jessi und Gustavo aufmerksam. Jessi plant, Gustavo zu heiraten und mit ihren Kindern aufs Land zu ziehen, was sie Emilia anvertraut. Trotz derer Einschüchterungen und Drohgebärden flieht Jessi mit den Kindern des Nachts aus Mexiko-Stadt. Rita versucht daraufhin zu vermitteln.
Als Emilia entführt und Rita als Beweis drei abgeschnittene Finger von ihr übergeben werden, stellt sich heraus, dass die mittellosen Jessi und Gustavo die Drahtzieher sind. Beide fordern ein Lösegeld von 30 Millionen US-Dollar. Rita versucht, Emilia mit Hilfe einer bewaffneten Gruppe zu befreien. Bei der Übergabe des Lösegelds entwickelt sich ein Feuergefecht. Die gefesselte Emilia enthüllt Jessi schließlich ihre wahre Identität, indem sie intime Details aus ihrem Privatleben preisgibt. Verwirrt hilft Jessi Gustavo dabei, Emilia in den Kofferraum eines Autos zu sperren. Auf der gemeinsamen Flucht kommen alle drei bei einem Unfall ums Leben, nachdem Jessi vergeblich versucht hatte, Gustavo zu stoppen.
Die geschockte Rita übermittelt die Todesnachricht Jessis Kindern und erwägt die Vormundschaft zu übernehmen. Epifanía und andere Frauen marschieren mit einer Figur Emilias traurig durch die Straßen und erinnern singend an die Mildtätigkeit der verstorbenen NGO-Gründerin.

## Entstehungsgeschichte

### Drehbuch und Vorproduktion

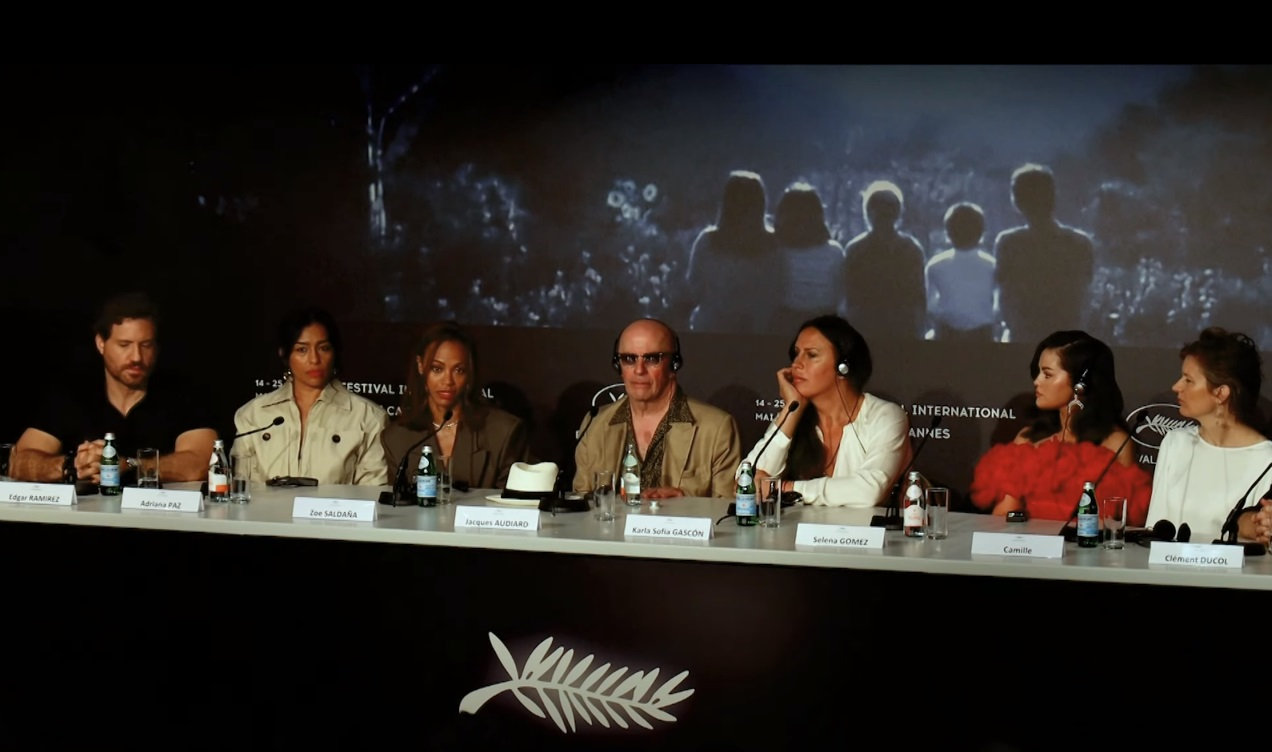
Regisseur Jacques Audiard (Mitte) und Cast-Mitglieder von Emilia Pérez bei einer Pressekonferenz der Filmfestspiele Cannes 2024

Emilia Pérez (teilweise auch als Emilia Perez oder unter den Arbeitstiteln In Search of Emilia Pérez bzw. En busca de Emilia Pérez geführt) ist der zehnte Spielfilm des vielfach preisgekrönten französischen Filmregisseurs und Drehbuchautors Jacques Audiard. Das Treatment basiert auf einer Idee Audiards und entstand in Zusammenarbeit mit seinem langjährigen Autorkollegen Thomas Bidegain (unter anderem The Sisters Brothers, Dämonen und Wunder, Der Geschmack von Rost und Knochen, Ein Prophet). Es wurde von einem Kapitel von Boris Razons Roman Écoute (2018) inspiriert. Das Werk handelt von einem Polizisten, der seinen Dienst in einem Abhörwagen verrichtet. Audiard interessierte sich vor allem für eine in der Mitte des Buches auftauchende Nebenfigur – ein Transgender-Drogendealer, der von einer geschlechtsangleichenden Operation träumt. Da sich die Figur in den folgenden Kapiteln nicht weiterentwickelte, beschloss der Filmemacher eine eigene Geschichte um sie herum zu entwickeln.
Das Filmprojekt wurde erstmals im Mai 2019 öffentlich bekannt. Audiard fasste es zum damaligen Zeitpunkt als „Geschichte eines Mannes, der sich einer Operation unterzieht, um eine Frau zu werden“ zusammen. Ursprünglich war die Realisierung von Emilia Pérez direkt nach dem englischsprachigen Western The Sisters Brothers (2018) geplant. Aufgrund der COVID-19-Pandemie zog Audiard das in Frankreich spielende Beziehungsdrama Wo in Paris die Sonne aufgeht (2021) vor. Für ihn erwies es sich als zu schwierig, in Pandemiezeiten eine Filmproduktion außerhalb Frankreichs zu organisieren.
Ende Oktober 2021 reiste Audiard nach Mexiko, um die Drehorte zu fotografieren. Zum damaligen Zeitpunkt gab er an, dass die Drehbuchfassung den Grundzügen einer Oper folgen würde, einem „Libretto in vier Akten“. Er beschrieb das Projekt als „sehr komplex“, da bei Emilia Pérez ursprünglich Studioaufnahmen mit Außenaufnahmen kombiniert werden sollten. Auch hatte Audiard bereits Filmsongs geschrieben. Es sei „ein völlig neuer Film“ für ihn, so Audiard, der mit vielen Personen aus Filmstab und Besetzung das erste Mal zusammenarbeiten sollte. Auch plante er, Ende November 2021 erneut nach Mexiko zu reisen, um die Besetzung festzulegen. Im April 2022 wurde bekannt, dass statt seiner die französische Sängerin Camille die Songs für den Film schreiben sollte. Ursprünglich hatte der Filmemacher mit Nick Cave oder Tom Waits geliebäugelt. Audiard hatte in der Zwischenzeit nach Rücksprache mit einem befreundeten Musiker die Idee zu einer Filmoper aufgegeben, da sich dies als zu umständlich erwiesen hätte. In der Vorproduktion war der Regisseur unter anderem von der mexikanischen Regisseurin Elisa Miller unterstützt worden, Gewinnerin der Goldenen Palme 2007 für ihren Kurzfilm Ver Llover.

### Besetzung der Hauptrollen
Im Mai 2022 wurde auf dem Marché du film des Filmfestivals von Cannes bekannt, dass die spanische transgeschlechtliche Schauspielerin Karla Sofía Gascón die Titelrolle übernehmen sollte. Sie war unter anderem in der mexikanischen Serie Rebelde – Jung und rebellisch (2022) zu sehen gewesen. Die US-Amerikanerinnen Selena Gomez und Zoe Saldaña befanden sich ebenfalls in Vertragsverhandlungen für das Projekt. Emilia Pérez sollte ursprünglich von der Produktionsgesellschaft Library Pictures International finanziert werden, während sich CAA Media Finance um die Veräußerung der Filmrechte für Nordamerika kümmern wollte.
Zoe Saldaña musste das Drehbuch eigenen Angaben zufolge mehr als einmal lesen, um die Geschichte zu verstehen und konnte dann nicht mehr aufhören, über den Plot nachzudenken. Emilia Pérez wurde ihr als „Film noir“ beschrieben, „der in keinem der herkömmlichen Genres wirklich existierte“, aber auch eine in einer Krimi-Welt angesiedelte Oper sei. Regisseur Audiard plante einen Großteil der Produktion um sie herum, um sicherzustellen, dass sie auch teilnehmen konnte. Er schätzte ihre Gesangs- und Tanzkünste und pries ihr Schauspiel als „auffallend charismatisch“, weshalb er ein Jahr auf Saldaña wartete. Die Schauspielerin gab nach Ende der Dreharbeiten an, dass sie in Audiards Film singe und tanze und zu ihren beruflichen Wurzeln zurückgekehrt sei, was sie als traumhaft empfand.
Selena Gomez war Regisseur Audiard durch ihre Rolle in Harmony Korines Spring Breakers (2012) in Erinnerung geblieben, doch wusste er kaum etwas über sie. Er traf sie eines Morgens in New York zum Gespräch. Nach zehn Minuten habe Audiard gewusst, dass nur Gomez für die Rolle der Jessie in Betracht kommen würde, was er ihr auch mitteilte. Gomez selbst habe dem Filmemacher nicht geglaubt. Als Audiard sie nach einem Jahr darüber benachrichtigte, dass Emilia Pérez in Produktion gehen würde, hatte sie angenommen, von Audiard längst vergessen worden zu sein.
Karla Sofía Gascón gab an, ab Februar 2022 mit Audiard am Filmprojekt zwischen Madrid, Paris und Mexiko gearbeitet zu haben. Auch sie sprach von einem „sehr komplizierten Film“ und beklagte Drehkonflikte durch andere Projekte von Selena Gomez und Zoe Saldaña. Die Dreharbeiten zu Emilia Pérez sollen sich deshalb um insgesamt sechs Monate verzögert haben. Zum Schauspielensemble gehörte auch der venezolanische Darsteller Édgar Ramírez.

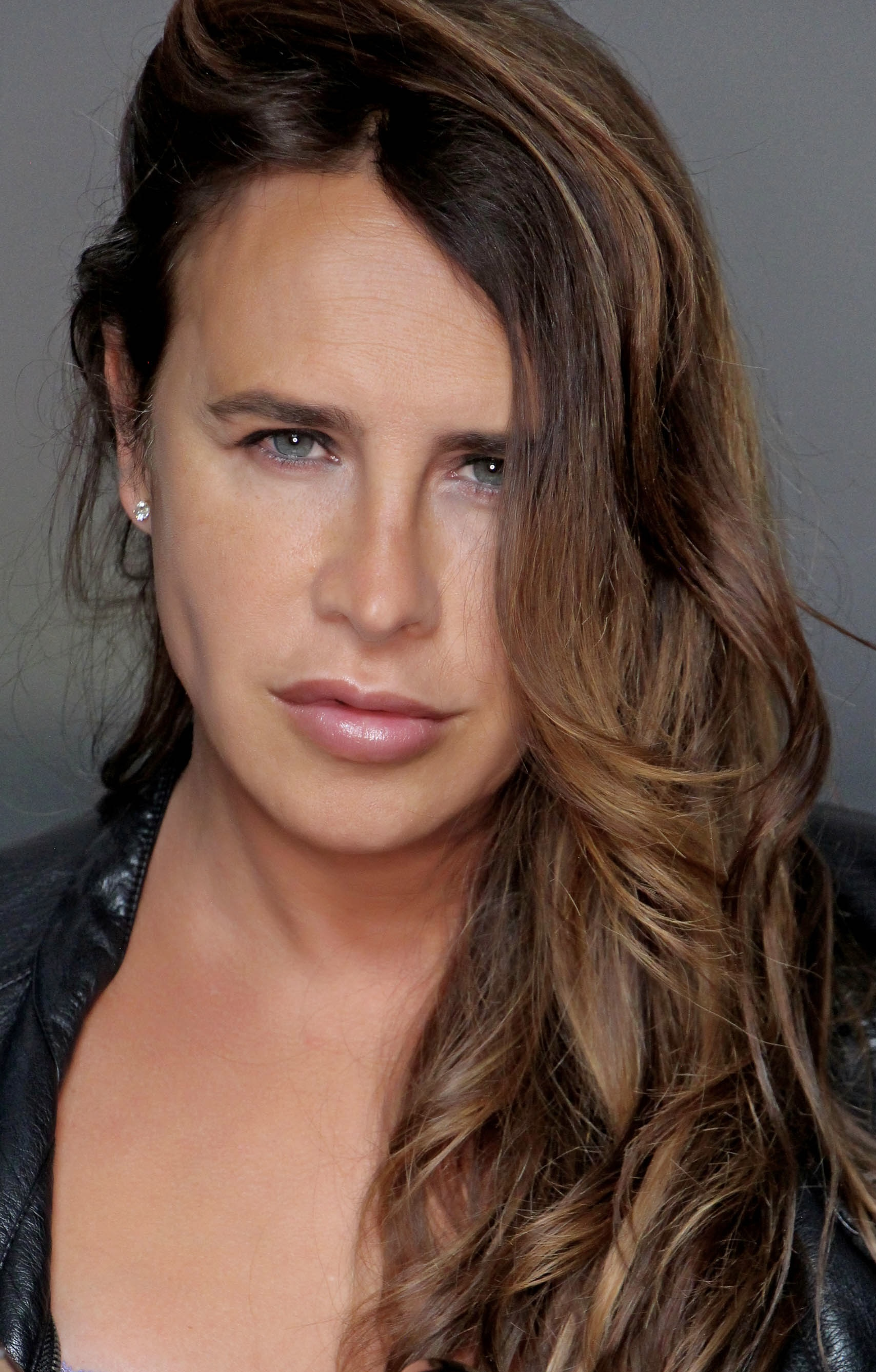
Karla Sofía Gascón (2020)
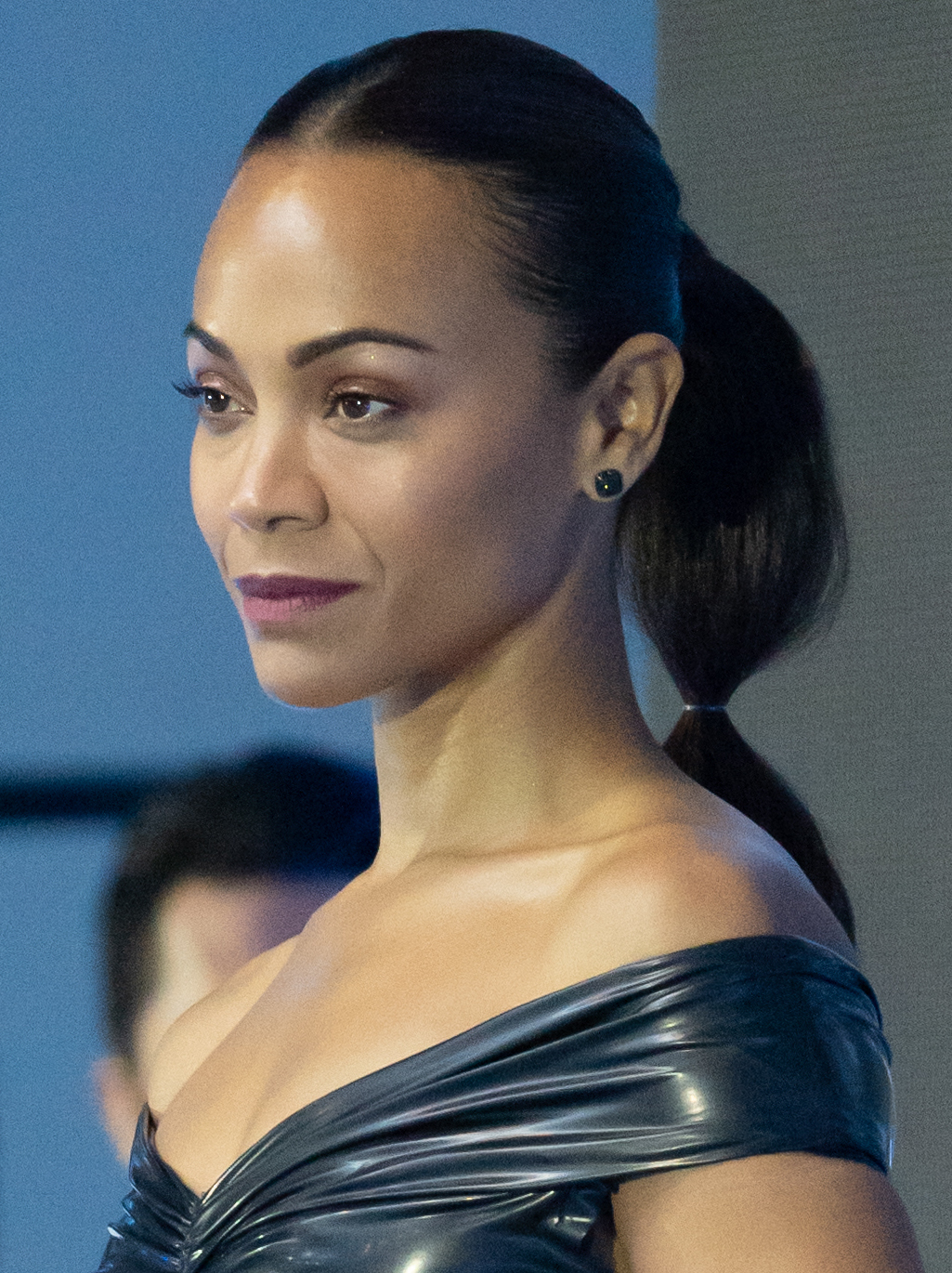
Zoe Saldaña (2022)
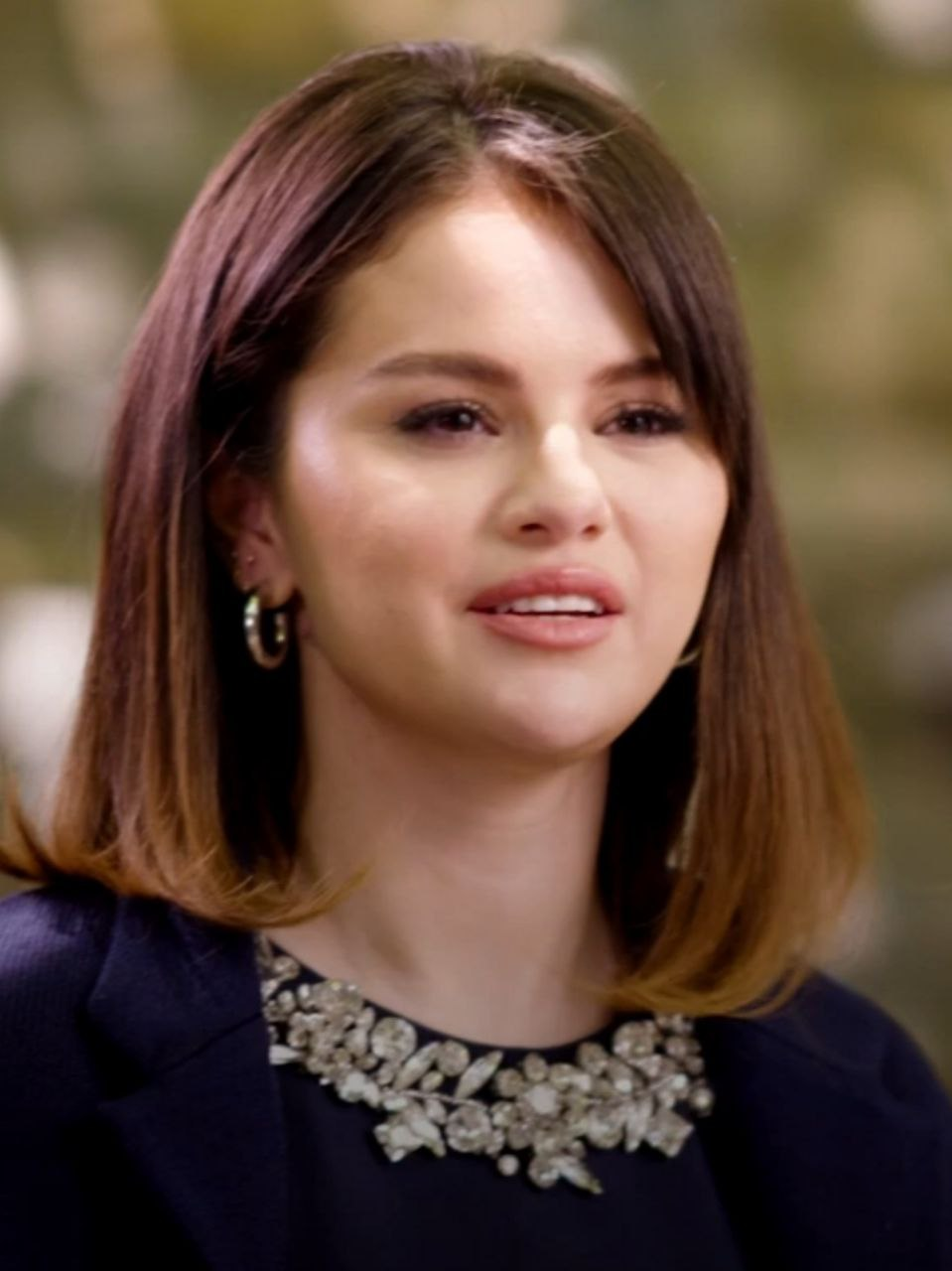
Selena Gomez (2022)
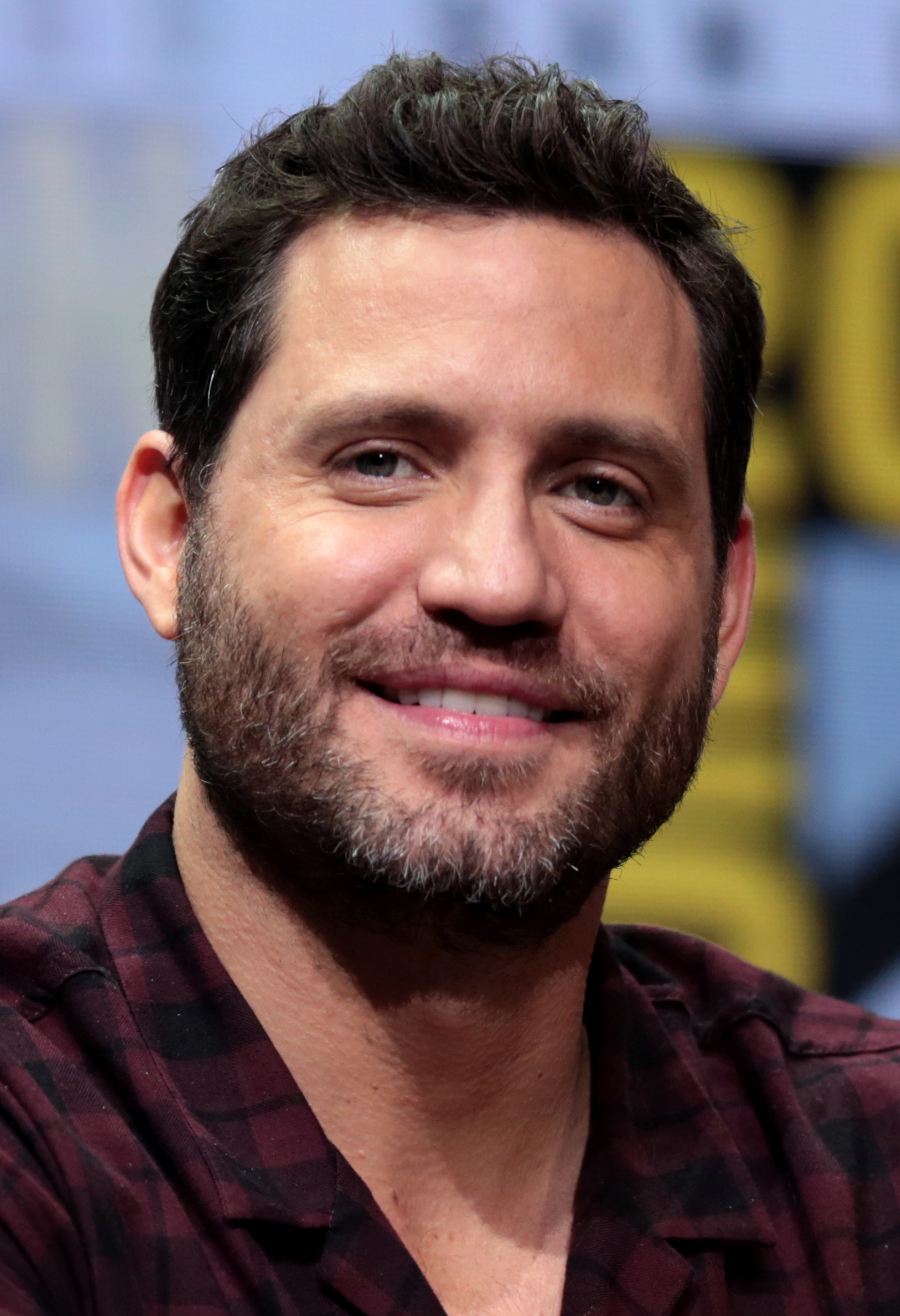
Édgar Ramírez (2017)
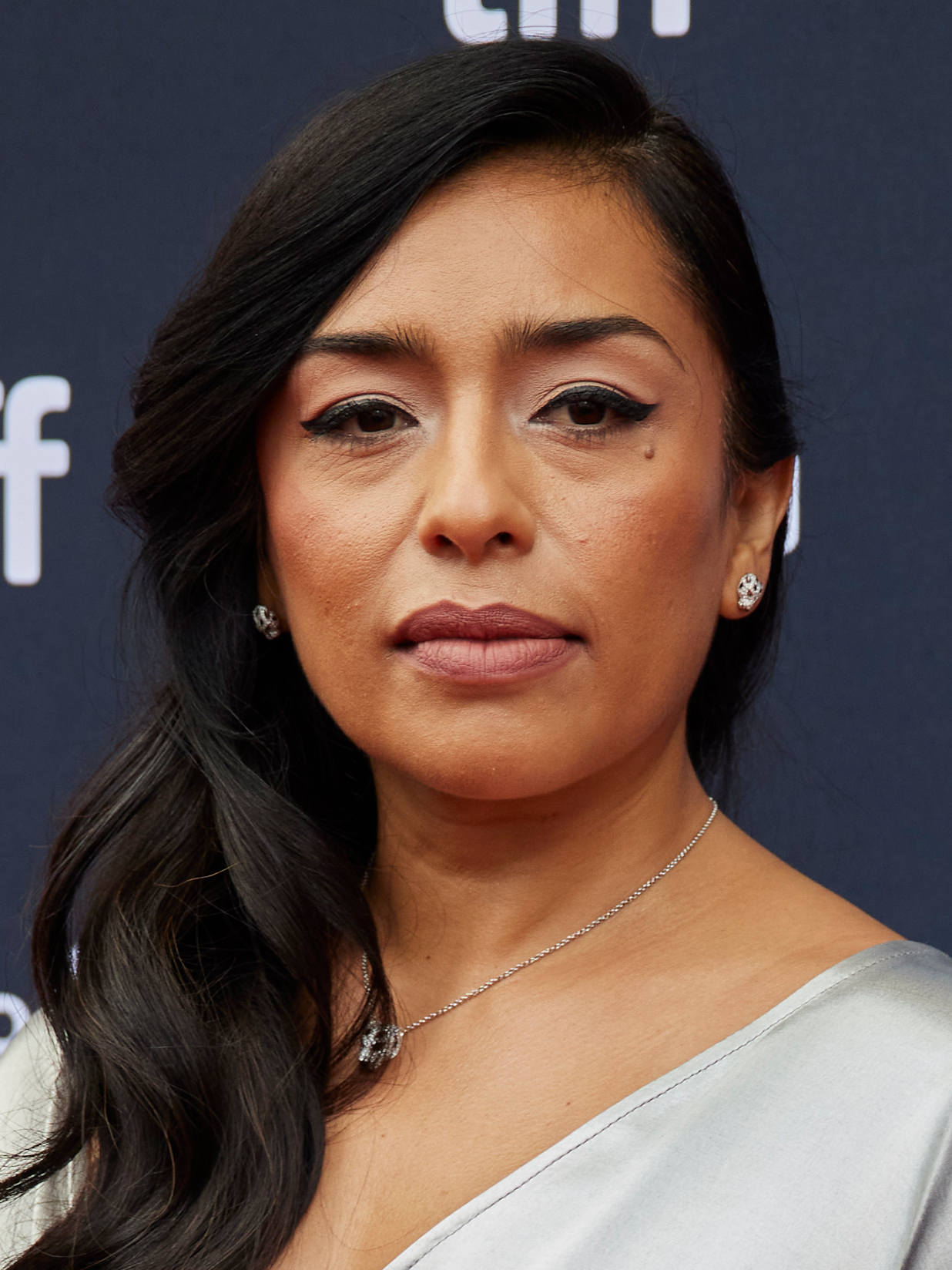
Adriana Paz (2024)

#### Dreharbeiten und Nachproduktion

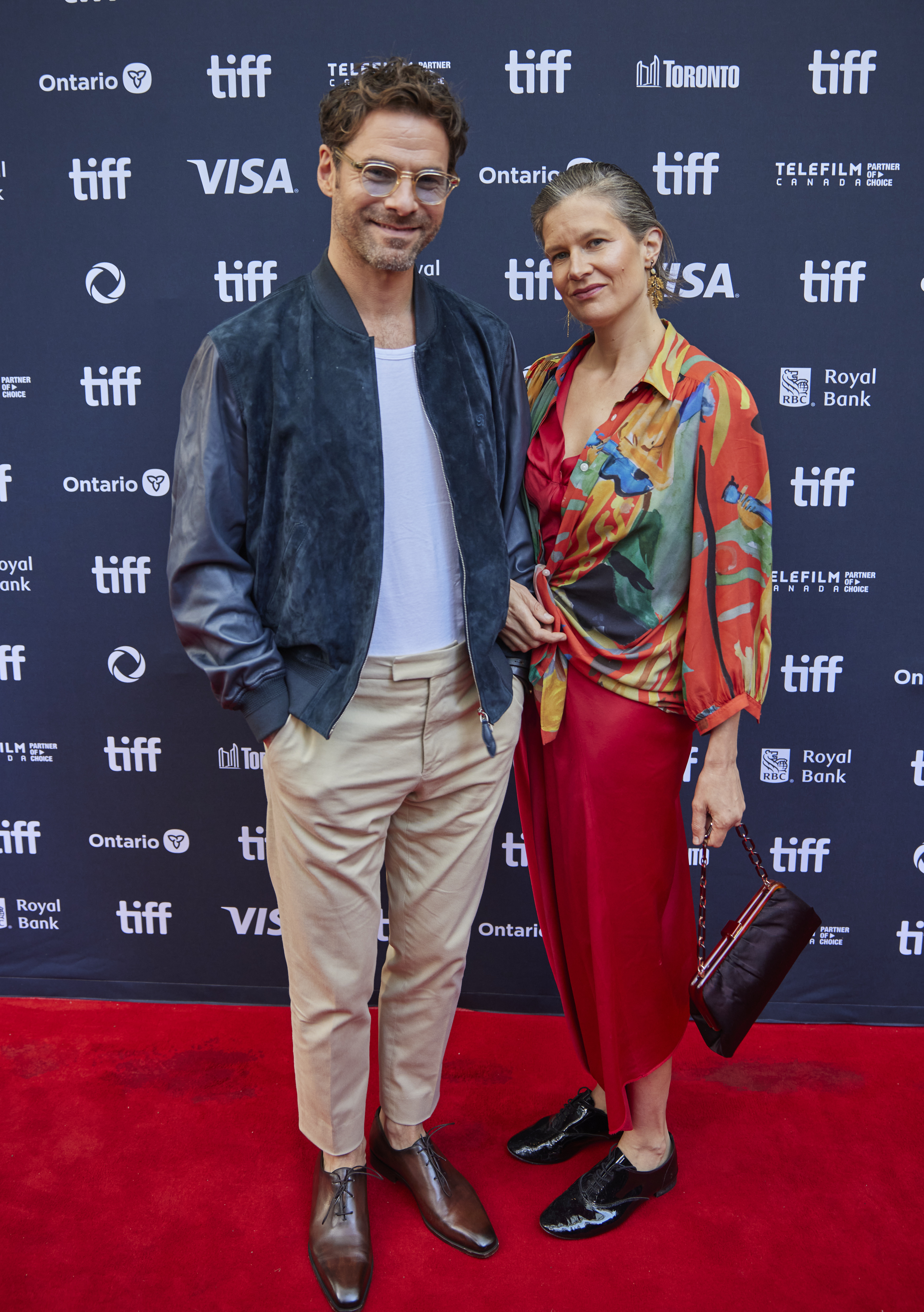
Clément Ducol und Camille bei der Präsentation des Films in Toronto (2024)

Letztendlich entschied sich Audiard gegen Dreharbeiten an Originalschauplätzen in Mexiko und bevorzugte die ihm bekannte Studiokulisse, die „mehr Freiheit für die Rollen“ böte, „die gesungen und choreografiert werden“ müssten. Emilia Pérez wurde ab Frühjahr 2023 komplett nahe Paris gedreht. Als Kameramann fungierte Paul Guilhaume, der mit Audiard bereits an Wo in Paris die Sonne aufgeht zusammengearbeitet hatte. In Montjoie, in der Nähe des Stade de France, ließ der Filmemacher in den ehemaligen Studios der Kindersendung Club Dorothée mexikanische Straßenkulissen errichten. Anfang Juli 2023 wurden die Dreharbeiten beendet.
Als Choreograf wurde Damien Jalet zum Filmprojekt hinzugezogen.
Für die Musik arbeitete Camille mit ihrem Lebensgefährten, dem Musiker und Arrangeur Clément Ducol, zusammen. Die Songtexte schrieb sie selbst mit Hilfe eines mexikanischen Übersetzers und führte sie für das Musikdemo auch auf. Der französische Music Supervisor Pierre-Marie Dru (Annette) arbeitete ebenfalls an dem Filmprojekt mit.
Emilia Pérez wurde letztendlich von Pascal Caucheteux für die französische Why Not Productions, Audiard und Valérie Schermann für ihre Firma Page 114 sowie von Anthony Vaccarello für Saint Laurent Productions produziert, ein Ableger des gleichnamigen Modeunternehmens. Vaccarello kreierte auch die Kostüme für den Film. Die staatliche französische Filmförderungsbehörde CNC unterstützte ebenfalls das Projekt. Die Produktionskosten sollen bei circa 25 Millionen Euro gelegen haben.
Ein erstes Standfoto aus dem Film mit Zoe Saldaña wurde Ende Dezember 2023 veröffentlicht.

### Synchronisation
Die deutschsprachige Synchronisation entstand bei der Studio4 GmbH in München nach einem Dialogbuch und unter der Dialogregie von Matthias von Stegmann.
| Rolle                            | Schauspieler       | Synchronsprecher     |
| -------------------------------- | ------------------ | -------------------- |
| Emilia Pérez / Manitas Del Monte | Karla Sofía Gascón | Philippa Jarke       |
| Rita Mora Castro                 | Zoe Saldaña        | Tanja Geke           |
| Jessica „Jessi“ Del Monte        | Selena Gomez       | Gabrielle Pietermann |
| Gustavo Brun                     | Édgar Ramírez      | Nick Forsberg        |
| Dr. Wasserman                    | Mark Ivanir        | Matthias Klie        |

## Rezeption

### Veröffentlichung und Einspielergebnis

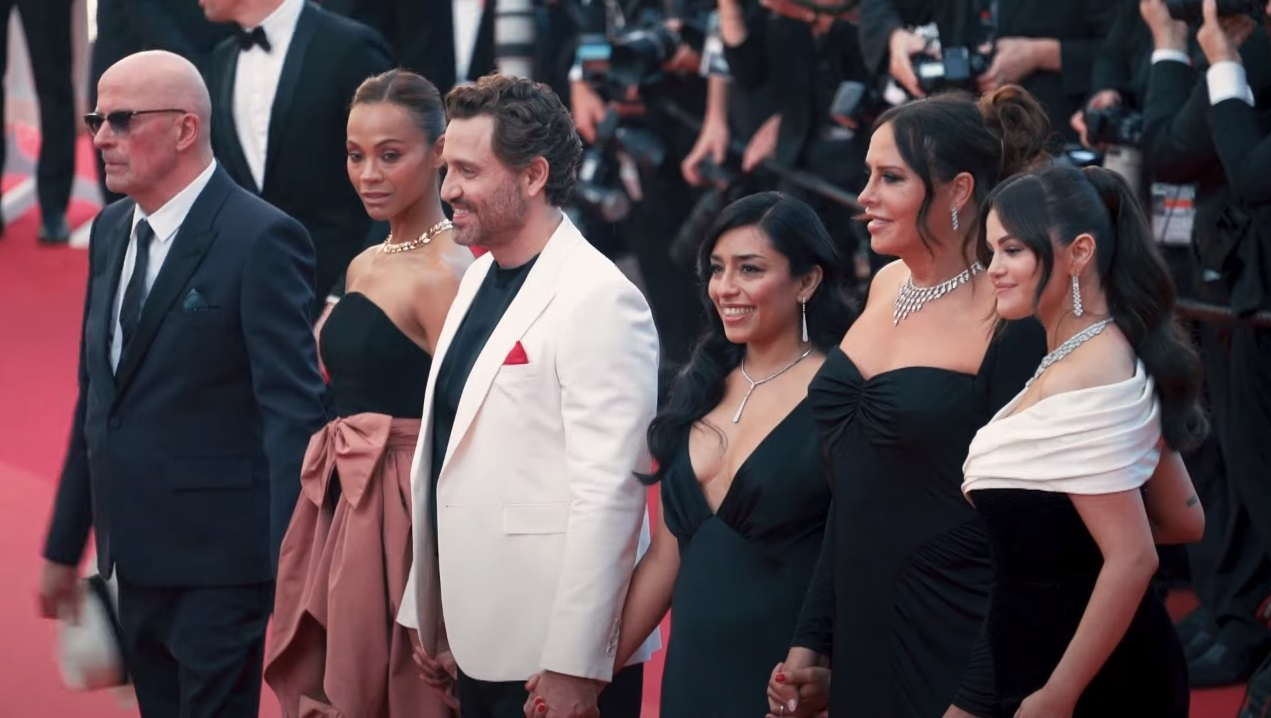
V. l. n. r.: Jacques Audiard, Zoe Saldaña, Édgar Ramírez, Adriana Paz, Karla Sofía Gascón und Selena Gomez bei der Uraufführung in Cannes

Die Uraufführung von Emilia Pérez fand am 18. Mai 2024 im Hauptwettbewerb des 77. Filmfestivals von Cannes statt. Das Premierenpublikum soll Audiards Regiearbeit mehr als 11 Minuten Applaus gespendet haben. In den kommenden Monaten gelangte der Film ins Programm von mehr als einem Dutzend internationalen Filmfestivals, darunter Telluride (August), Toronto, San Sebastián, Hamburg und New York (jeweils im September) sowie Rio de Janeiro, Busan, Vancouver und London (jeweils im Oktober).
Am 21. August 2024 lief das Werk im Verleih von Pathé regulär in den französischen Kinos an. Fünf Wochen nach Kinostart zählte Emilia Pérez zwischen 750.000 und 760.000 Eintritte, stand aber im Schatten des Abenteuerfilms Der Graf von Monte Christo, der zwei Monate zuvor veröffentlicht worden war und zum selben Zeitpunkt insgesamt etwa 8 Millionen Besuche in Frankreich verzeichnete. Bis Anfang Januar 2025 erzielte der Film international ein Einspielergebnis von 9,78 Millionen US-Dollar, davon entfielen 8,1 Millionen US-Dollar auf das Kinoland Frankreich sowie 906.657 US-Dollar auf Einnahmen aus spanischen Kinos.
Ein Kinostart in Deutschland erfolgte am 28. November 2024 im Verleih von Neue Visionen. Die Deutschland-Premiere hatte zuvor am 28. September im Rahmen des Filmfests Hamburg stattgefunden.
Die Vertriebsrechte für die USA (limitierter Kinostart: 1. November 2024) und das Vereinigte Königreich (limitierter Kinostart: 25. Oktober 2024) sicherte sich kurz nach der Premiere in Cannes der Streaminganbieter Netflix für 8 Millionen US-Dollar. Am 13. November 2024 wurde Emilia Pérez ins US-Streamingprogramm von Netflix aufgenommen.

### Kritiken

#### Internationale und französische Pressestimmen

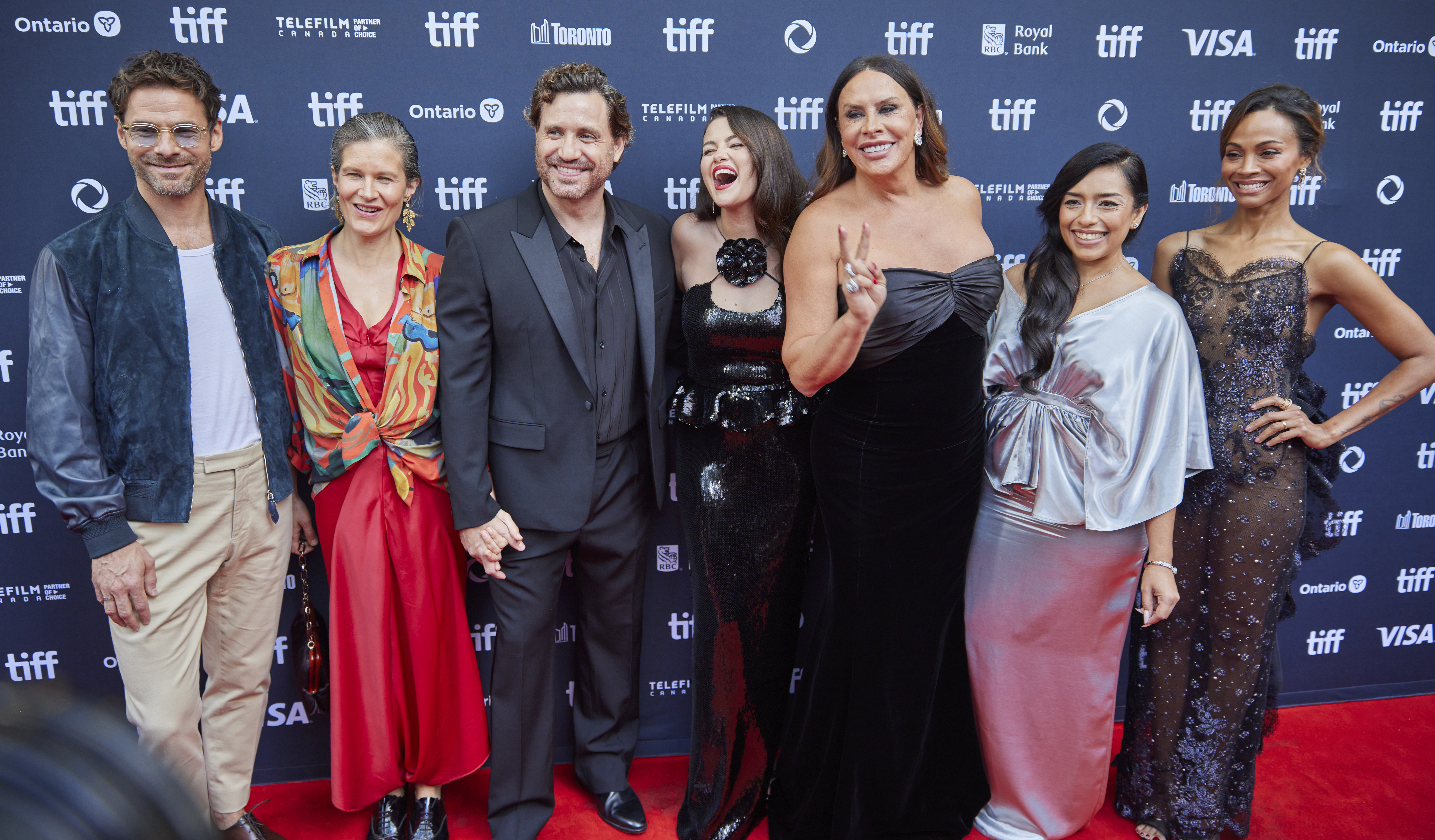
V. l. n. r.: Clément Ducol, Camille, Édgar Ramírez, Selena Gomez, Karla Sofía Gascón, Adriana Paz und Zoe Saldaña bei der Aufführung in Toronto

Nach seiner Uraufführung in Cannes erhielt Emilia Pérez im internationalen Kritikerspiegel des britischen Branchenmagazins Screen International 2,5 von 4 möglichen Sternen und belegte unter allen gezeigten 22 Wettbewerbsfilmen einen Platz im oberen Drittel. Ähnlich sah es die Redaktion des amerikanischen Online-Branchendiensts IndieWire, die den Film auf Platz 7 ihrer möglichen Palmen-Anwärter positionierte. In einem rein französischen Kritikerspiegel im Online-Magazin Le film français trauten 5 der 15 Rezensenten Audiard einen nochmaligen Gewinn der Goldenen Palme zu. Nur der iranischen Koproduktion Die Saat des heiligen Feigenbaums wurden bessere Chancen eingeräumt.
Auf der Website Metacritic erhielt Emilia Pérez eine Bewertung von 71 von 100 möglichen Punkten, basierend auf mehr als einem Dutzend ausgewerteten englischsprachigen Kritiken. Dies wird als „grundsätzlich positive Bewertungen“ („generally favorable“) eingestuft. Auch die Website Rotten Tomatoes fasste den Konsens der englischsprachigen Filmkritik mehrheitlich positiv zusammen. Von den nach der Premiere aufgeführten über 200 Kritiken sind 76 Prozent positiv („fresh“) und führten zu einer Durchschnittswertung von 6,8 von 10 möglichen Punkten. Der Konsens der Kritiker war, dass Karla Sofía Gascón die Titelfigur „in einem beeindruckenden musikalischen Krimi von genreübergreifender Faszination“ verkörpere. Gleichzeitig handle es sich bei Emilia Pérez auch um „eine kompromisslose Trans-Geschichte“.
Im französischen Kritikenspiegel der Website AlloCiné erhielt Emilia Pérez eine Bewertung von 4,1 von 5 möglichen Sternen.
Außerhalb von Kritikerkreisen fiel die Meinung zu dem Film dagegen deutlich negativer aus. Von den über 5000 Publikums-Bewertungen auf Rotten Tomatoes bewerteten nur 17 % den Film positiv, mit einer durchschnittlichen Bewertung von 1,4 von 5 Sternen. Insbesondere beim mexikanischen Publikum stieß die Darstellung Mexikos sowie die inauthentische Nutzung der spanischen Sprache und die Akzente der Darsteller auf große Kritik. Innerhalb der LGBTQ+-Community wurde ebenfalls die Transgender-Repräsentation stark kritisiert.

#### Deutschsprachige Rezensionen
Deutschsprachige Kritiker äußerten sich nach der Premiere in Cannes überwiegend positiv über den Film und verwiesen in ihren Rezensionen immer wieder auf die unkonventionelle Handlung:
Jan Küveler (Welt am Sonntag) sah einen preisverdächtigen Film und pries Emilia Pérez als „Kunststück [...], eine grenzdebile Idee grenzgenial“ umgesetzt. In einer früheren Kritik für Die Welt lobte Küveler die Darstellung von Karla Sofía Gascón als fantastisch. Man habe es nicht mit „‘woken Müll‘ zu tun, sondern mit dem beeindruckenden Werk eines konsequenten“ Regisseurs. An dem Film sei „wirklich alles far-out“. In einem Überblicksartikel zum Filmfestival von Cannes bezeichnete David Steinitz (Süddeutsche Zeitung) die Handlungszusammenfassung ebenfalls als „schön schräg“. Durch die Inszenierung als Musical entwickle sich eine „Trans-Koks-Revue“, bei der im Vergleich die Netflix-Serie Narcos wie „ein sehr blasses Stückchen Kartellsaga“ aussehe.
Valerie Dirk von der österreichischen Tageszeitung Der Standard pries Emilia Pérez als „großes Kino mit fantastischen Musicalnummern“, das an die Werke Pedro Almodóvars, die Oper Carmen oder das Filmmusical Annette erinnere. Audiard wage aber „etwas Neues“, indem er „seinen Film ernst“ nehme, ohne „in die Fantasie noch in die Parodie“ abzugleiten. Dirk nahm dem Regisseur die verhandelten soziopolitischen Themen ab und bewertete die Schauspielleistung von Zoe Saldaña als „großartig“, die Doppelrolle von Karla Sofía Gascón als „preiswürdig“. Die Handlung des Films klinge „so unwahrscheinlich, dass keine Künstliche Intelligenz der Welt jemals darauf kommen würde“, so Dirk.
Hannah Pilarczyk (Spiegel Plus) sah nach fast der Hälfte des Wettbewerbs den ersten „Überraschungshit“ des Festivals von Cannes. In Anspielung auf die ungewöhnlichen Figuren, die Musik und das Setting betitelte sie ihre Rezension mit „Welcher Algorithmus hätte das je ausgespuckt?“ Ebenso wie ihre Kollegin Valerie Dirk bemerkte die Kritikerin, dass es an der „unbedingten Ernsthaftigkeit“ Audiards liege, dass Emilia Pérez „so unheimlich gut“ funktioniere, trotz der „so disparaten“ Teile. Hauptdarstellerin Gascón sei „großartig“ in ihrer Doppelrolle, während Zoe Saldaña mit ihrem energetischen Spiel als Anwältin „eine Entdeckung“ sei. Selena Gomez habe „dagegen […] weit weniger zu tun“ und scheine „vor allem Arthouse-Credibility“ für eine passende Hauptrolle „sammeln zu wollen“. Clément Ducols und Camilles Songs oszillierten „zwischen Dance-Pop und Mariachi-Sounds“. Zwar bleibe keines der Lieder „unmittelbar als Hit hängen“, aber „als Energiezufuhr in einen ohnehin schon aufgeladenen Plot“ funktioniere „die Musik bestens“. Der Regisseur habe weise entschieden, „Songs nicht komplett auszuspielen, sondern nur Teile zu verwenden“, so Pilarczyk.
Marie-Luise Goldmann (Welt Online) zufolge gelinge es Regisseur Audiard „auf schwindelerregend extravagante Weise, die sonst oft mit unerträglicher Drögheit und Betroffenheit vorgetragenen Themen Transgender und mexikanische Drogenkartelle als äußerst unterhaltsames Musical auf die Leinwand zu bringen, das zwischen Camp, Action und Melodram“ changiere. Zu den „aufsehenerregendsten Momenten“ des Festivals zählte sie „inmitten eines Mafia-Entführungsplots“ den gesungenen Dialog „zwischen einem Arzt und einer Anwältin über die Ethik geschlechtsangleichender Operationen“.
Kritischer rezensierte den Film Daniel Kothenschulte (Frankfurter Rundschau). Er fühlte sich an den „Pathos“ und die „Theatralik“ eines Musicals von Andrew Lloyd Webber erinnert. „[...] weder die Qualität der Songs noch die Comichafte Story“ würden „diese Aneignung melodramatischer Kolportage herausragend“ machen.

### Auszeichnungen

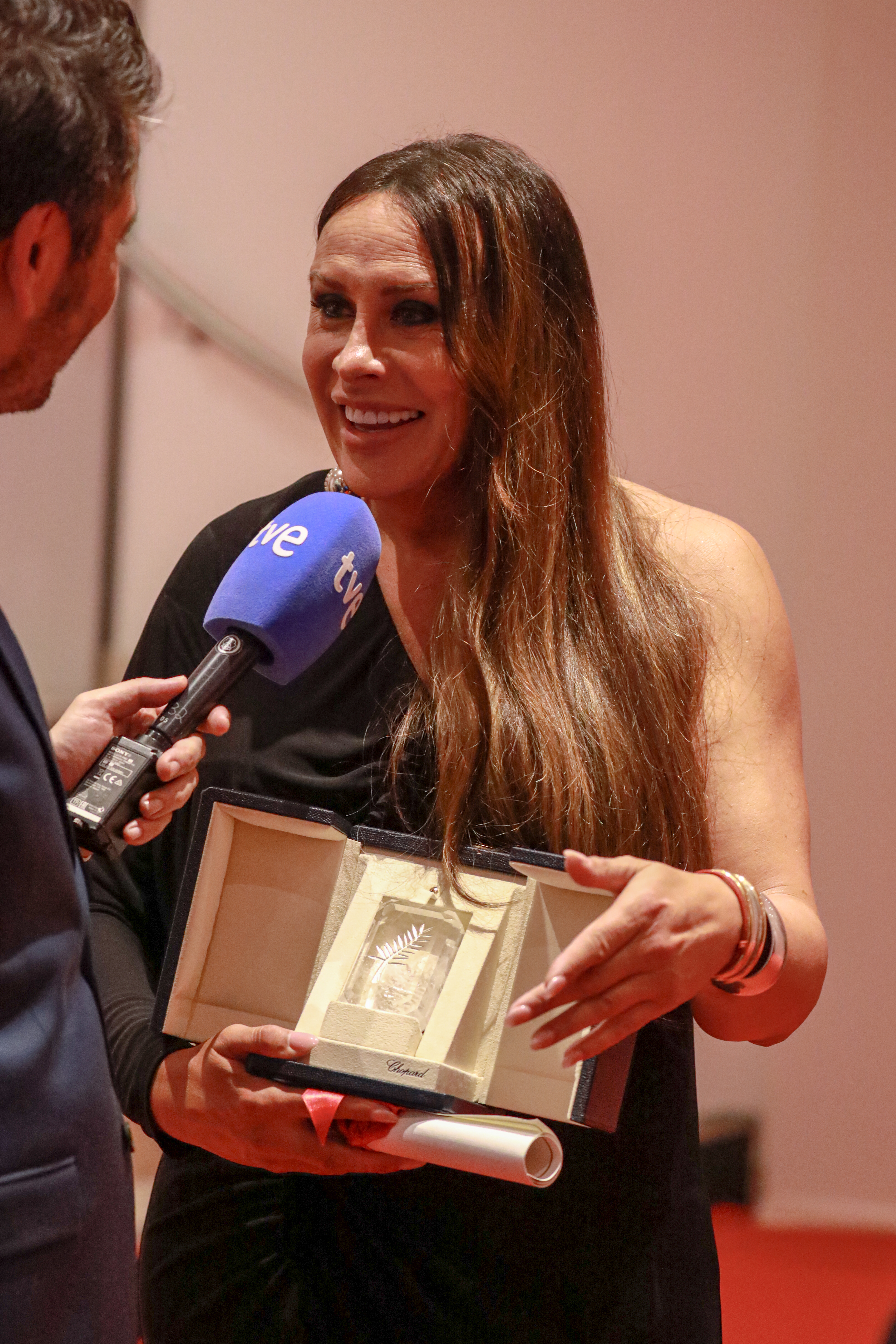
Co-Preisträgerin Karla Sofía Gascón mit der gewonnenen Auszeichnung in Cannes

Emilia Pérez wurde in der Filmpreissaison 2024/25 für mehr als 350 internationale Film- und Festivalpreise nominiert, von denen das Werk über 100 gewinnen konnte. Neben dem Preis der Jury an Jacques Audiard und dem  Darstellerpreis für das weibliche Schauspielensemble der Filmfestspiele von Cannes folgten unter anderem ein zweiter Platz bei der Vergabe des Publikumspreises in Toronto (hinter The Life of Chuck) und der Gewinn des Douglas Sirk Preises beim Filmfest Hamburg.
Die französische Koproduktion erhielt darüber hinaus fünf Europäische Filmpreise und wurde als französischer Kandidat für den Oscar 2025 in der Kategorie Bester internationaler Film ausgewählt. Dabei setzte sich Emilia Pérez gegen All We Imagine as Light, Der Graf von Monte Christo und Miséricorde durch. Audiards Regiearbeit gelangte im Dezember 2024 auf die 15 Filme umfassende Oscar-Shortlist und erhielt fünf Nennungen auf vier weiteren Shortlists.
Bei Bekanntgabe der Nominierungen für die Oscarverleihung 2025 Ende Januar folgten 13 Nominierungen. Damit löste Emilia Pérez den chinesischsprachigen Beitrag Tiger and Dragon (2001) und den mexikanischen Film Roma (2019) als am häufigsten nominierte nicht-englischsprachige Produktion in der Geschichte der Oscarverleihung ab. Karla Sofía Gascón wurde als erste offen transgeschlechtliche Schauspielerin in einer regulären Darstellerkategorie berücksichtigt, nämlich als Beste Hauptdarstellerin. Ausgezeichnet wurden Nebendarstellerin Zoe Saldaña und das Lied El Mal.
Bei der Verleihung des französischen Filmpreises César folgten sieben Auszeichnungen, darunter in den Kategorien Film, Regie, Drehbuch, Kamera und Filmmusik.
Bei der Verleihung der Golden Globe Awards 2025 führte der Film das Favoritenfeld mit zehn Nominierungen an und gewann die Preise für das Beste Filmmusical, den Besten fremdsprachigen Film, die Beste Nebendarstellerin (Zoë Saldaña) sowie für den Besten Filmsong („El Mal“).
Gewonnene Preise und Nominierungen im Überblick:
| Filmpreis/Institution (Auswahl)                    | Kategorie                                      | Resultat      | Preisträger / Nominierte                                                                   |
| 1) Filmpreise                                      | 1) Filmpreise                                  | 1) Filmpreise | 1) Filmpreise                                                                              |
| -------------------------------------------------- | ---------------------------------------------- | ------------- | ------------------------------------------------------------------------------------------ |
| Oscar (2025)                                       | Bester Film                                    | Nominiert     | k. A.                                                                                      |
| Oscar (2025)                                       | Bester internationaler Film                    | Nominiert     | Frankreich                                                                                 |
| Oscar (2025)                                       | Beste Regie                                    | Nominiert     | Jacques Audiard                                                                            |
| Oscar (2025)                                       | Bestes adaptiertes Drehbuch                    | Nominiert     | Jacques Audiard, Thomas Bidegain, Léa Mysius, Nicolas Livecchi                             |
| Oscar (2025)                                       | Beste Hauptdarstellerin                        | Nominiert     | Karla Sofía Gascón                                                                         |
| Oscar (2025)                                       | Beste Nebendarstellerin                        | Gewonnen      | Zoe Saldaña                                                                                |
| Oscar (2025)                                       | Beste Kamera                                   | Nominiert     | Paul Guilhaume                                                                             |
| Oscar (2025)                                       | Bester Schnitt                                 | Nominiert     | Juliette Welfling                                                                          |
| Oscar (2025)                                       | Beste Filmmusik                                | Nominiert     | Clément Ducol, Camille                                                                     |
| Oscar (2025)                                       | Bester Song                                    | Gewonnen      | Clément Ducol, Camille, Jacques Audiard („El Mal“)                                         |
| Oscar (2025)                                       | Bester Song                                    | Nominiert     | Clément Ducol, Camille („Mi Camino“)                                                       |
| Oscar (2025)                                       | Bestes Make-up und beste Frisuren              | Nominiert     | Julia Floch Carbonel, Emmanuel Janvier, Jean-Christophe Spadaccini                         |
| Oscar (2025)                                       | Bester Ton                                     | Nominiert     | Erwan Kerzanet, Aymeric Devoldère, Maxence Dussère, Cyril Holtz, Niels Barletta            |
| Golden Globe Awards (2025)                         | Bester Film – Komödie oder Musical             | Gewonnen      | k. A.                                                                                      |
| Golden Globe Awards (2025)                         | Beste Regie                                    | Nominiert     | Jacques Audiard                                                                            |
| Golden Globe Awards (2025)                         | Bestes Drehbuch                                | Nominiert     | Jacques Audiard                                                                            |
| Golden Globe Awards (2025)                         | Beste Hauptdarstellerin – Komödie oder Musical | Nominiert     | Karla Sofía Gascón                                                                         |
| Golden Globe Awards (2025)                         | Beste Nebendarstellerin                        | Nominiert     | Selena Gomez                                                                               |
| Golden Globe Awards (2025)                         | Beste Nebendarstellerin                        | Gewonnen      | Zoe Saldaña                                                                                |
| Golden Globe Awards (2025)                         | Beste Filmmusik                                | Nominiert     | Clément Ducol, Camille                                                                     |
| Golden Globe Awards (2025)                         | Bester Song                                    | Gewonnen      | Clément Ducol, Camille, Jacques Audiard („El Mal“)                                         |
| Golden Globe Awards (2025)                         | Bester Song                                    | Nominiert     | Clément Ducol, Camille („Mi Camino“)                                                       |
| Golden Globe Awards (2025)                         | Bester fremdsprachiger Film                    | Gewonnen      | Frankreich                                                                                 |
| César (2025)                                       | Bester Film                                    | Gewonnen      | Jacques Audiard,Pascal Caucheteux, Jacques Audiard, Valérie Schermann                      |
| César (2025)                                       | Beste Regie                                    | Gewonnen      | Jacques Audiard                                                                            |
| César (2025)                                       | Bestes adaptiertes Drehbuch                    | Gewonnen      | Jacques Audiard                                                                            |
| César (2025)                                       | Beste Hauptdarstellerin                        | Nominiert     | Karla Sofía Gascón                                                                         |
| César (2025)                                       | Beste Hauptdarstellerin                        | Nominiert     | Zoe Saldaña                                                                                |
| César (2025)                                       | Beste Kamera                                   | Gewonnen      | Paul Guilhaume                                                                             |
| César (2025)                                       | Beste Filmmusik                                | Gewonnen      | Clément Ducol, Camille                                                                     |
| César (2025)                                       | Bester Schnitt                                 | Nominiert     | Juliette Welfling                                                                          |
| César (2025)                                       | Beste Kostüme                                  | Nominiert     | Virginie Montel                                                                            |
| César (2025)                                       | Bestes Szenenbild                              | Nominiert     | Emmanuelle Duplay                                                                          |
| César (2025)                                       | Bester Ton                                     | Gewonnen      | Erwan Kerzanet, Aymeric Devoldère, Cyril Holtz, Niels Barletta                             |
| César (2025)                                       | Beste visuelle Effekte                         | Gewonnen      | Cédric Fayolle                                                                             |
| Critics’ Choice Movie Awards (2025)                | Bester Film                                    | Nominiert     | k. A.                                                                                      |
| Critics’ Choice Movie Awards (2025)                | Beste Regie                                    | Nominiert     | Jacques Audiard                                                                            |
| Critics’ Choice Movie Awards (2025)                | Bestes adaptiertes Drehbuch                    | Nominiert     | Jacques Audiard                                                                            |
| Critics’ Choice Movie Awards (2025)                | Beste Hauptdarstellerin                        | Nominiert     | Karla Sofía Gascón                                                                         |
| Critics’ Choice Movie Awards (2025)                | Beste Nebendarstellerin                        | Gewonnen      | Zoe Saldaña                                                                                |
| Critics’ Choice Movie Awards (2025)                | Bestes Schauspielensemble                      | Nominiert     | k. A.                                                                                      |
| Critics’ Choice Movie Awards (2025)                | Bester fremdsprachiger Film                    | Gewonnen      | k. A.                                                                                      |
| Critics’ Choice Movie Awards (2025)                | Bester Song                                    | Gewonnen      | Zoe Saldaña, Karla Sofía Gascón, Camille („El Mal“)                                        |
| Critics’ Choice Movie Awards (2025)                | Bester Song                                    | Nominiert     | Selena Gomez („Mi Camino“)                                                                 |
| Critics’ Choice Movie Awards (2025)                | Beste Filmmusik                                | Nominiert     | Clément Ducol, Camille                                                                     |
| AFI Award (2025)                                   | Bester Film des Jahres                         | Gewonnen      | k. A.                                                                                      |
| Europäischer Filmpreis (2024)                      | Bester Film                                    | Gewonnen      | Jacques Audiard, Pascal Caucheteux, Valérie Schermann, Anthony Vaccarello                  |
| Europäischer Filmpreis (2024)                      | Beste Regie                                    | Gewonnen      | Jacques Audiard                                                                            |
| Europäischer Filmpreis (2024)                      | Beste Darstellerin                             | Gewonnen      | Karla Sofía Gascón                                                                         |
| Europäischer Filmpreis (2024)                      | Bestes Drehbuch                                | Gewonnen      | Jacques Audiard                                                                            |
| Europäischer Filmpreis (2024)                      | Bester Schnitt                                 | Gewonnen      | Juliette Welfling                                                                          |
| Goya (2025)                                        | Bester europäischer Film                       | Nominiert     | Frankreich                                                                                 |
| Prix Lumières (2025)                               | Bester Film                                    | Gewonnen      | k. A.                                                                                      |
| Prix Lumières (2025)                               | Beste Regie                                    | Gewonnen      | Jacques Audiard                                                                            |
| Prix Lumières (2025)                               | Bestes Drehbuch                                | Gewonnen      | Jacques Audiard                                                                            |
| Prix Lumières (2025)                               | Beste Darstellerin                             | Gewonnen      | Karla Sofía Gascón                                                                         |
| Prix Lumières (2025)                               | Beste Kamera                                   | Nominiert     | Paul Guilhaume                                                                             |
| Prix Lumières (2025)                               | Beste Filmmusik                                | Gewonnen      | Clément Ducol, Camille                                                                     |
| 2) Festivals                                       |                                                |               |                                                                                            |
| Cannes (2024)                                      | Goldene Palme – Bester Film                    | Nominiert     | Jacques Audiard                                                                            |
| Cannes (2024)                                      | Preis der Jury                                 | Gewonnen      | Jacques Audiard                                                                            |
| Cannes (2024)                                      | Beste Darstellerin                             | Gewonnen      | Karla Sofía Gascón, Zoe Saldaña, Selena Gomez, Adriana Paz                                 |
| Cannes (2024)                                      | Queer Palm                                     | Nominiert     | Jacques Audiard                                                                            |
| Cannes (2024)                                      | Cannes Soundtrack Award                        | Gewonnen      | Camille, Clément Ducol                                                                     |
| Camerimage (2024)                                  | Bronzener Frosch – Beste Kamera                | Gewonnen      | Paul Guilhaume, Jacques Audiard                                                            |
| Denver (2024)                                      | Rare Pearl Award                               | Gewonnen      | Jacques Audiard                                                                            |
| Hamburg (2024)                                     | Douglas Sirk Preis                             | Gewonnen      | Jacques Audiard                                                                            |
| Middleburg (2024)                                  | Spotlight Actor Award                          | Gewonnen      | Zoe Saldaña                                                                                |
| Mill Valley (2024)                                 | Bestes Schauspielensemble                      | Gewonnen      | Karla Sofía Gascón, Zoe Saldaña, Selena Gomez, Adriana Paz                                 |
| Palm Springs (2024)                                | Chairman's Vanguard Award                      | Gewonnen      | Jacques Audiard, Karla Sofía Gascón, Zoe Saldaña, Selena Gomez, Adriana Paz, Edgar Ramírez |
| Palm Springs (2024)                                | FIPRESCI-Preis – Bester fremdsprachiger Film   | Nominiert     | Jacques Audiard                                                                            |
| San Sebastián (2024)                               | Sebastiane Award – Bester Film                 | Nominiert     | Jacques Audiard                                                                            |
| Santa Barbara (2025)                               | American Riviera Award                         | Gewonnen      | Zoe Saldaña                                                                                |
| Santa Barbara (2025)                               | Virtuoso Award                                 | Gewonnen      | Karla Sofía Gascón, Selena Gomez                                                           |
| Savannah (2024)                                    | Distinguished Performance Award                | Gewonnen      | Karla Sofía Gascón                                                                         |
| Stockholm (2024)                                   | FIPRESCI-Preis – Bester Film                   | Gewonnen      | Jacques Audiard                                                                            |
| Stockholm (2024)                                   | Publikumspreis – Bester Film                   | Gewonnen      | Jacques Audiard                                                                            |
| Telluride (2024)                                   | Silver Medaillon Award                         | Gewonnen      | Jacques Audiard                                                                            |
| Toronto (2024)                                     | Publikumspreis – Bester Film                   | Nominiert     | Jacques Audiard                                                                            |
| Toronto (2024)                                     | TIFF Variety Artisan Award                     | Gewonnen      | Camille, Clément Ducol                                                                     |
| 3) Kritikervereinigungen                           |                                                |               |                                                                                            |
| African-American Film Critics Association (2025)   | Bester internationaler Film                    | Gewonnen      | k. A.                                                                                      |
| Dallas-Fort Worth Film Critics Association (2024)  | Beste Nebendarstellerin                        | Gewonnen      | Zoe Saldaña                                                                                |
| Florida Film Critics Circle (2024)                 | Beste Nebendarstellerin                        | Gewonnen      | Zoe Saldaña                                                                                |
| Las Vegas Film Critics Society (2024)              | Bester internationaler Film                    | Gewonnen      | Frankreich                                                                                 |
| Las Vegas Film Critics Society (2024)              | Beste Nebendarstellerin                        | Gewonnen      | Zoe Saldaña                                                                                |
| London Critics’ Circle (2025)                      | Bester Film                                    | Nominiert     | k. A.                                                                                      |
| London Critics’ Circle (2025)                      | Bester fremdsprachiger Film                    | Nominiert     | k. A.                                                                                      |
| London Critics’ Circle (2025)                      | Beste Nebendarstellerin                        | Nominiert     | Zoe Saldaña                                                                                |
| London Critics’ Circle (2025)                      | Beste Nachwuchsleistung                        | Nominiert     | Karla Sofía Gascón                                                                         |
| London Critics’ Circle (2025)                      | Beste technische Leistung                      | Nominiert     | Clément Ducol, Camille                                                                     |
| Phoenix Film Critics Society (2025)                | Bester fremdsprachiger Film                    | Gewonnen      | k. A.                                                                                      |
| Phoenix Film Critics Society (2025)                | Bester Song                                    | Gewonnen      | Clément Ducol, Camille, Jacques Audiard („El Mal“)                                         |
| Southeastern Film Critics Association (2024)       | Bester fremdsprachiger Film                    | Gewonnen      | k. A.                                                                                      |
| Washington DC Area Film Critics Association (2024) | Bester internationaler Film                    | Gewonnen      | k. A.                                                                                      |
| 4) Gildepreise                                     |                                                |               |                                                                                            |
| Directors Guild of America Awards (2025)           | Beste Spielfilmregie                           | Nominiert     | Jacques Audiard                                                                            |
| American Cinema Editors (2025)                     | Bester Schnitt – Kinofilm (Drama)              | Nominiert     | Juliette Welfling                                                                          |
| Casting Society of America (2025)                  | Bestes Casting – Internationaler Kinofilm      | Nominiert     | Carla Hool, Susan Putnam                                                                   |
| Costume Designers Guild (2025)                     | Bests Kostüme – Gegenwartsfilm                 | Nominiert     | Virginie Montel                                                                            |
| Screen Actors Guild Awards (2025)                  | Beste Hauptdarstellerin                        | Nominiert     | Karla Sofía Gascón                                                                         |
| Screen Actors Guild Awards (2025)                  | Beste Nebendarstellerin                        | Nominiert     | Zoe Saldaña                                                                                |
| Screen Actors Guild Awards (2025)                  | Bestes Schauspielensemble                      | Nominiert     | Karla Sofía Gascón, Adriana Paz, Selena Gomez, Zoe Saldaña                                 |

| Anm: | 1. |